# Claudio Hohmann
Claudio Felipe Hohmann Barrientos (Osorno, 3 de junio de 1954) es un ingeniero, político y dirigente gremial chileno, exministro de Estado en la cartera de Transportes y Telecomunicaciones durante el gobierno del presidente Eduardo Frei Ruiz-Tagle, desde 1996 hasta 2000. Previamente ejerció como subsecretario de Transporte en la misma administración.

## Familia y estudios
Hijo de Víctor René Hohmann Gerlach y Yenni Barrientos Momberg, ambos de ascendencia alemana. Estudió en el Colegio San Mateo de Osorno y luego ingeniería civil con mención en sistemas de transportes en la Pontificia Universidad Católica (PUC).
Está casado con Marina Hewstone Arqueros, con quien es padre de cinco hijos; Daniel Francisco, Melissa María, Mary Anne, Sally Carolina y Maximiliano José.

## Trayectoria profesional
A comienzos de los años '80 trabajó en la Secretaría Ejecutiva de la Comisión de Transporte Urbano, a través de la cual participó en diversas iniciativas.
Entre 1990 y 1992 fue jefe del Equipo Asesor de Transporte Urbano del Ministerio de Transportes y Telecomunicaciones, donde le tocó coordinar la licitación de vías del centro de Santiago y el sistema de paradas diferidas para la locomoción colectiva en la misma zona, entre otros proyectos.
Luego, en 1993, como gerente de Planificación y Desarrollo de la Empresa de los Ferrocarriles del Estado (EFE), lideró el proceso de privatización del área de carga, que dio lugar a la creación de Fepasa y Ferronor. Entre marzo de 1994 y septiembre de 1996 fue subsecretario de Transportes. Accedió al cargo de ministro en 1996 tras la salida de Narciso Irureta. Permaneció en él hasta el año 2000, cuando finalizó el periodo de Frei.
Una vez fuera del gobierno pasó al sector privado, destacándose su participación en la Asociación de Concesionarios de Obras de Infraestructura Pública A.G. (Copsa) como presidente (2003-2006) y en la supermercadista Distribución y Servicio (D&S) —luego Walmart Chile— como gerente de asuntos corporativos (desde 2006 hasta 2012).
Entre 2012 y 2013 participó  en el consejo directivo programático del candidato del partido de centroderecha Renovación Nacional (RN) a la presidencia de la República, Andrés Allamand.